# Кабаково (станция)
Кабако́во — железнодорожная станция 5 класса Башкирского региона Куйбышевской железной дороги на двухпутной электрифицированной линии Карламан — Дёма. Расположена в одноимённой деревне  в Кармаскалинском районе Башкортостана, примерно в 5 км к западу от села Кабаково.

## Расположение и инфраструктура
Станция располагает пассажирскими платформами. Имеется здание вокзала. С южной стороны возможен автомобильный подъезд. В 770 метрах к западу от вокзала расположена автодорога 80Н-334.
Коммерческие операции, осуществляемые по станции: посадка и высадка пассажиров на (из) поезда пригородного и местного сообщения. Приём и выдача багажа не производятся.

## Дальнее сообщение
Пассажирские поезда дальнего следования № 345/346 Нижневартовск - Адлер, № 371/372 Уфа - Андижан, № 381/382 Уфа - Ташкент, № 675/676 Уфа — Сибай (с ВБС Москва-Казанская — Магнитогорск) стоянки на станции Кабаково не имеют.
Движение поездов сообщением Уфа-Ташкент и Уфа-Андижан временно отменено решением Узбекских железных дорог в связи с угрозой распространения коронавируса.

## Пригородное сообщение
Станция Кабаково является промежуточной для всех пригородных поездов. По состоянию на апрель 2020 года пригородное сообщение осуществляется электропоездами ЭД4М, а также рельсовыми автобусами РА1 и РА2 по следующим направлениям:
- Уфа — Инзер (ежедневно, 2 пары электропоездов, утренняя пара на Инзер по будням курсирует в сообщении Шакша - Уфа - Инзер, по выходным - Улу-Теляк - Уфа - Инзер, время в пути от/до Уфы — от 56 минут до 1 часа 15 минут, от/до Инзера — от 2 часов 9 минут до 2 часов 31 минут)
- Стерлитамак — Уфа (ежедневно, 1 пара дизельных поездов, время в пути от/до Уфы от 58 минут до 1 часа 15 минут, от/до Стерлитамака — от 2 часов 25 минут до 2 часов 34 минут)
- Приуралье — Улу-Теляк (ежедневно, 1 утренний электропоезд, обратного поезда сообщением Улу-Теляк — Приуралье нет; время в пути от Приуралья - 44 минута, до Улу-Теляка - 2 часа 53 минуты)

Актуальное расписание пригородных поездов по станции Кабаково можно посмотреть здесь:
- Расписание пригородных поездов. Яндекс.Расписания.